# Cementiri de Vinyols i els Arcs
El Cementiri de Vinyols i els Arcs és una obra de Vinyols i els Arcs (Baix Camp) protegida com a Bé Cultural d'Interès Local.

## Descripció
Cementiri de planta rectangular. A l'interior hi ha el jardí format per dos quadrats i els nínxols, a les parets perimetrals. La porta d'accés és un arc de mig punt amb una reixa on hi ha la data "1903"; el coronament es una petita teulada en forma triangular i en el vèrtex un creu de pedra.